# نانامال
نانامال (به زبان تامیلی|வி. நானம்மாள்؛ زاده ۲۴ فوریه ۱۹۲۰ – درگذشته ۲۶ اکتبر ۲۰۱۹) پیرترین معلم یوگا در جنوب هند بود. او در کویمباتور هند متولد شد؛ و بیش از یک میلیون شاگرد داشت و روزانه به صد شاگرد یوگا یاد می‌داد. ۶۰۰ نفر از شاگردانش در حال حاضر به آموزش یوگا در سراسر جهان مشغول‌اند.
وی در سال ۲۰۱۸، جایزه پادما شری را که چهارمین جایزه بزرگ دولتی است دریافت کرد.